# الدوري الإنجليزي لكرة القدم 1966–67
الدوري الإنجليزي لكرة القدم 1966–67 (بالإنجليزية: 1966–67 Football League)‏ هو موسم من دوري كرة القدم الإنجليزي. فاز فيه مانشستر يونايتد.